# Brachynemurus blandus
Brachynemurus blandus is een insect uit de familie van de mierenleeuwen (Myrmeleontidae), die tot de orde netvleugeligen (Neuroptera) behoort. 
Brachynemurus blandus is voor het eerst wetenschappelijk beschreven door Hagen in 1861.